# روبرت كورنر
روبرت كورنر (بالألمانية: Robert Körner)‏ (مواليد 21 أغسطس 1924) هو لاعب كرة قدم. يلعب مع منتخب النمسا لكرة القدم. سبق له أن لعب في كأس العالم لكرة القدم مع منتخب بلاده.

## مسيرته الكروية
لعب روبرت كورنر خلال مسيرته الاحترافية مع نادِ واحدٍ في خمسة عشر موسمًا وسجل خلالها 80 هدف ضمن 213 مباراة. حيث فاز في موسم واحد بالكأس وفي سبعة مواسم بالدوري.
خاض روبرت كورنر مسيرته مع نادي رابيد فيينا في موسم 1942–43 ليلعب معه خمسة عشر موسمًا، مشاركًا في 213 مباراة سجل خلالها 80 هدف.

## روابط خارجية
- روبرت كورنر على موقع الاتحاد الدولي (مؤرشف)  (الإنجليزية)
- روبرت كورنر على موقع قاعدة بيانات كرة القدم.إي يو (الإنجليزية)
- روبرت كورنر على موقع ناشيونال فوتبول تيمز (الإنجليزية)
- روبرت كورنر على موقع Soccerway.com (الإنجليزية)
- روبرت كورنر على موقع عالم كرة القدم.نت (الإنجليزية)